# فلكان
قرية فلكان (بالكردية: فلکان) هي إحدى القرى التابعة لـمرغور في ريف قسم سيلوانه من مقاطعة أرومية، في محافظة أذربیجان الغربیة الإيرانية.

## السكان
حسب إحصاءات سنة 2006، بلغ إجمالي السكان في فلكان 590 نسمة وعدد المساكن 108 مسكن. لغة سكان فلكان هي اللغة الكردية و هم من أهل السنة والجماعة والمذهب الشافعي.